# I'm Bad
I'm Bad (às vezes escrito como I'm BAD) é o primeiro single do segundo álbum de LL Cool J, Bigger and Deffer. Foi lançado em 1987 pela Def Jam Recordings e foi produzido pelo grupo de The L.A. Posse e o próprio LL Cool J. "I'm Bad" apareceu em várias paradas musicais da Billboard, incluindo as classificações: #4 no Billboard Hot 100, #4 no Hot R&B/Hip-Hop Songs, #2 no Hot Dance Music/Maxi-Singles Sales, nº 3 no Hot Dance Music/Club Play e #1 no UK Singles Chart. Este single foi seguido por "I Need Love" e "Go Cut Creator Go".

## Faixas
The Bigger Side
- "I'm Bad"- 4:39

The Deffer Side
- "Get Down"- 3:23